# Iseo (Tessin)
Pour les articles homonymes, voir Iseo.
Iseo est une localité de Bioggio et une ancienne commune suisse.

## Histoire

Vue aérienne (1966)

Iseo est une ancienne commune suisse depuis le 20 avril 2008. La commune d'Iseo a été absorbée par Bioggio à la même date. Son ancien numéro OFS est le 5188.

## Notes et références

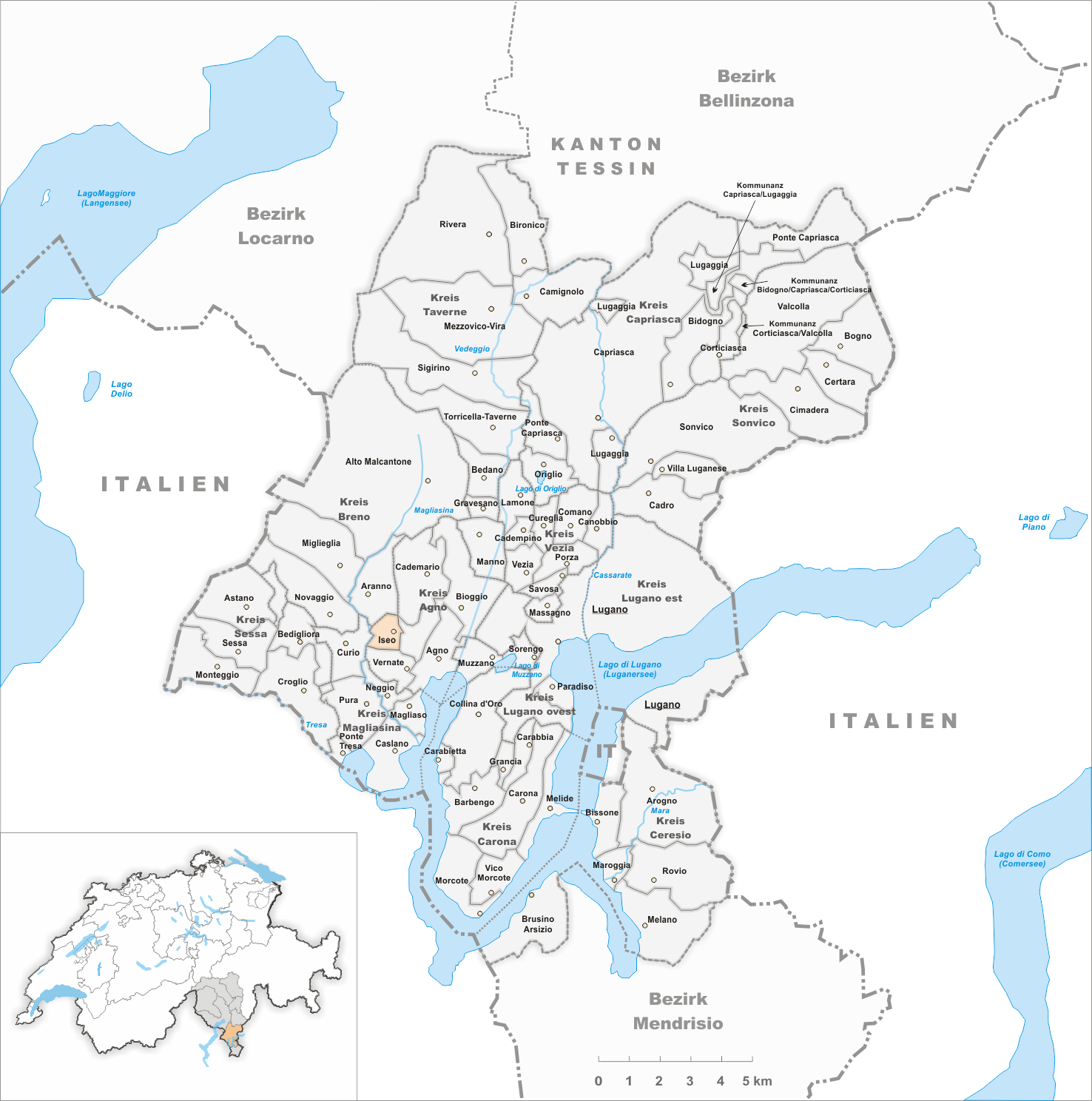
Carte d'Iseo dans le district de Lugano